# Rhianna Jagpal
Rhianna Jagpal (* 18. August 1995 in Vancouver, British Columbia) ist eine kanadische Schauspielerin und Model.

## Leben
Jagpal wurde am 18. August 1995 in Vancouver geboren. Nach ihrem Abschluss an der Sekundarstufe zog sie nach Los Angeles, wo sie die New York Film Academy besuchte und sich für deren intensive Schauspielprogramme einschrieb. 2012 wirkte sie in der Fernsehserie Justice for All with Judge mit. 2015 folgten Nebenrollen in 24 Hours und We Are Your Friends. In den nächsten Jahren folgten Episodenrollen in verschiedenen Fernsehserien wie Dead of Summer, The Flash und iZombie sowie Besetzungen in den Filmen Woman of the House und Appgefahren – Alles ist möglich. Von 2017 bis 2018 spielte sie in der Serie Mech-X4 die Rolle der Yasmin. 2020 mimte sie in insgesamt drei Episoden der Fernsehserie Motherland: Fort Salem die Rolle der Hilary Saint. 2022 war sie im Netflix Original The Imperfects in einer der Hauptrollen als Abbi Singh zu sehen.

## Filmografie (Auswahl)
- 2012: Justice for All with Judge Cristina Perez (Fernsehserie)
- 2015: 24 Hours
- 2015: We Are Your Friends
- 2016: Dead of Summer (Fernsehserie, Episode 1x05)
- 2017: The Flash (Fernsehserie, Episode 3x11)
- 2017: iZombie (Fernsehserie, Episode 3x08)
- 2017: Woman of the House (Fernsehfilm)
- 2017–2018: Mech-X4 (Fernsehserie, 4 Episoden)
- 2018: Appgefahren – Alles ist möglich (Status Update)
- 2019: The Murders (Fernsehserie, Episode 1x02)
- 2020: Charmed (Fernsehserie, Episode 2x16)
- 2020: Motherland: Fort Salem (Fernsehserie, 3 Episoden)
- 2021: Two Sentence Horror Stories (Fernsehserie, Episode 3x07)
- 2021: To All the Boys: Always and Forever
- 2022: Family Law (Fernsehserie, Episode 2x09)
- 2022: The Imperfects (Fernsehserie, 10 Episoden)